# 劫持航空器罪
劫持航空器罪是中华人民共和国的一项最高刑为死刑的罪名。

## 刑法规定

### 定义
根据《中华人民共和国刑法》第121条，是指以暴力、胁迫或者其他方法劫持航空器，危害公共安全行为。任何在飞机内使用强暴手段的劫持或要挟行为均可构成本罪。即使没有使用暴力，非法取得或滥用飞行驾驶器的控制权（例如飞行员驾驶飞机直接出逃）也构成本罪。

### 量刑
根据《中华人民共和国刑法》，以暴力、胁迫或者其他方法劫持航空器的，处10年以上有期徒刑或者无期徒刑；致人重伤、死亡或者使航空器遭受严重破坏的，处死刑（此时只有死刑一种刑罚，为绝对死刑）。